# Maumont (Corrèze)
Der Maumont (im Oberlauf: Maumont Blanc) ist ein Fluss in Frankreich, der im Département Corrèze in der Region Nouvelle-Aquitaine verläuft. Er entspringt im Gemeindegebiet von Favars, entwässert mit vielen Richtungsänderungen generell nach Südwesten, nimmt von links seinen Zwillingsfluss Maumont Noir auf, nennt sich ab da lediglich Maumont und mündet nach insgesamt rund 37 Kilometern knapp westlich von Brive-la-Gaillarde, im Gemeindegebiet von Ussac, als rechter Nebenfluss in die Corrèze, die etwa 500 Meter weiter unterhalb die Vézère erreicht.

## Orte am Fluss
(Reihenfolge in Fließrichtung)
- Saint-Mexant
- Saint-Pardoux-l’Ortigier
- Donzenac
- Ussac